# Fawzi Benkhalidi
Fawzi Benkhalidi (Médéa, Argelia, 3 de febrero de 1963) es un exfutbolista de Argelia que jugaba en la posición de mediapunta.

## Carrera

### Club
| Periodo   | Club               |
| --------- | ------------------ |
| 1976-1986 | Olympique de Médéa |
| 1986-1987 | WA Boufarik        |
| 1987-1990 | USM Alger          |
| 1990-1992 | Olympique de Médéa |
| 1992-1994 | USM Alger          |

### Selección nacional
Jugó para Argelia en 10 ocasiones de 1984 a 1986 y anotó dos goles; participó en la copa Mundial de Fútbol de 1986 y en la Copa Africana de Naciones 1986.

## Logros
- Copa de Argelia (1): 1988